# Theorie der ambivalenten Stereotype
Der Eindruck von anderen Menschen lässt sich auf zwei Dimensionen zurückführen, die mit sozialer und fachlicher Kompetenz bezeichnet werden. Die Theorie der ambivalenten Stereotype (Theory of ambivalent stereotypes) besagt, dass diese beiden Dimensionen in Stereotypen gegenübergestellt werden: kompetent, aber kalt vs. warm, aber inkompetent (Eindrucksbildung). Daher sind Stereotype i.a. durch Ambivalenz gekennzeichnet. Das gilt sowohl für ethnische Vorurteile (=ambivalenter Rassismus) als auch für Geschlechter-Stereotype, deren ambivalenter Sexismus durch den „Ambivalenten Sexismus Fragebogen“ (ASI) gemessen wird.
Erläuterung: Zwei Beispiele können den Inhalt ambivalenter Stereotype verdeutlichen: Juden werden als kompetent, aber unsensibel stereotypisiert, Schwarze als inkompetent, aber sensibel.